# Dourdan
Dourdan ist eine französische Gemeinde mit 11.068 Einwohnern (Stand 1. Januar 2022) im Département Essonne und der Region Île-de-France. Der Ort gehört zum Arrondissement Étampes und ist Verwaltungssitz des Kantons Dourdan. Dourdan liegt im äußersten Westen des Départements Essonne am Ufer der Orge.

## Geschichte

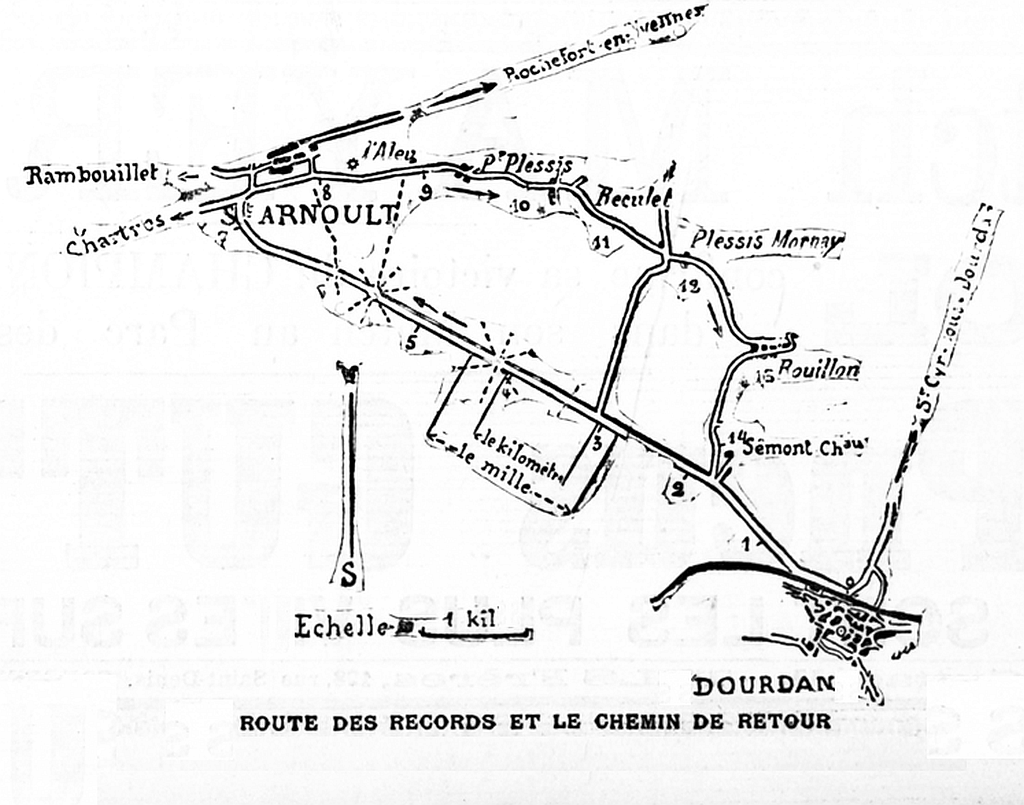
Im Forêt de Dourdan
Le kilomètre et le mile à Dourdan

Der Ortsname wird auf ein keltisches Wort für Wasser oder Fluss zurückgeführt. Der Ort entwickelte sich in gallorömischer Zeit zum wichtigsten Zentrum der Keramikproduktion.
Dourdan war die Residenz des Robertiners Hugo der Große, des Vaters von Hugo Capet, der hier 956 auch starb. Als Hugo Capet 987 König von Frankreich wurde, wurde Dourdan Bestandteil der Domaine royal.
1220 ließ König Philipp II. August in Dourdan eine neue Burg errichten, die in späteren Jahren dann als Apanage vergeben wurde. Die bekanntesten Besitzer waren Blanka von Kastilien, Ludwig von Évreux, Johann von Berry, François, 2. Herzog von Guise, Maximilien de Béthune, duc de Sully, Anna von Österreich und die Familie der Herzöge von Orléans.
Anfang des 20. Jahrhunderts fanden Autorennen und Rekordfahrten auf der Rennstrecke von Le kilomètre et le mile à Dourdan statt. Der Ort wurde dadurch in der internationalen Presse vielfach erwähnt.

## Sehenswürdigkeiten

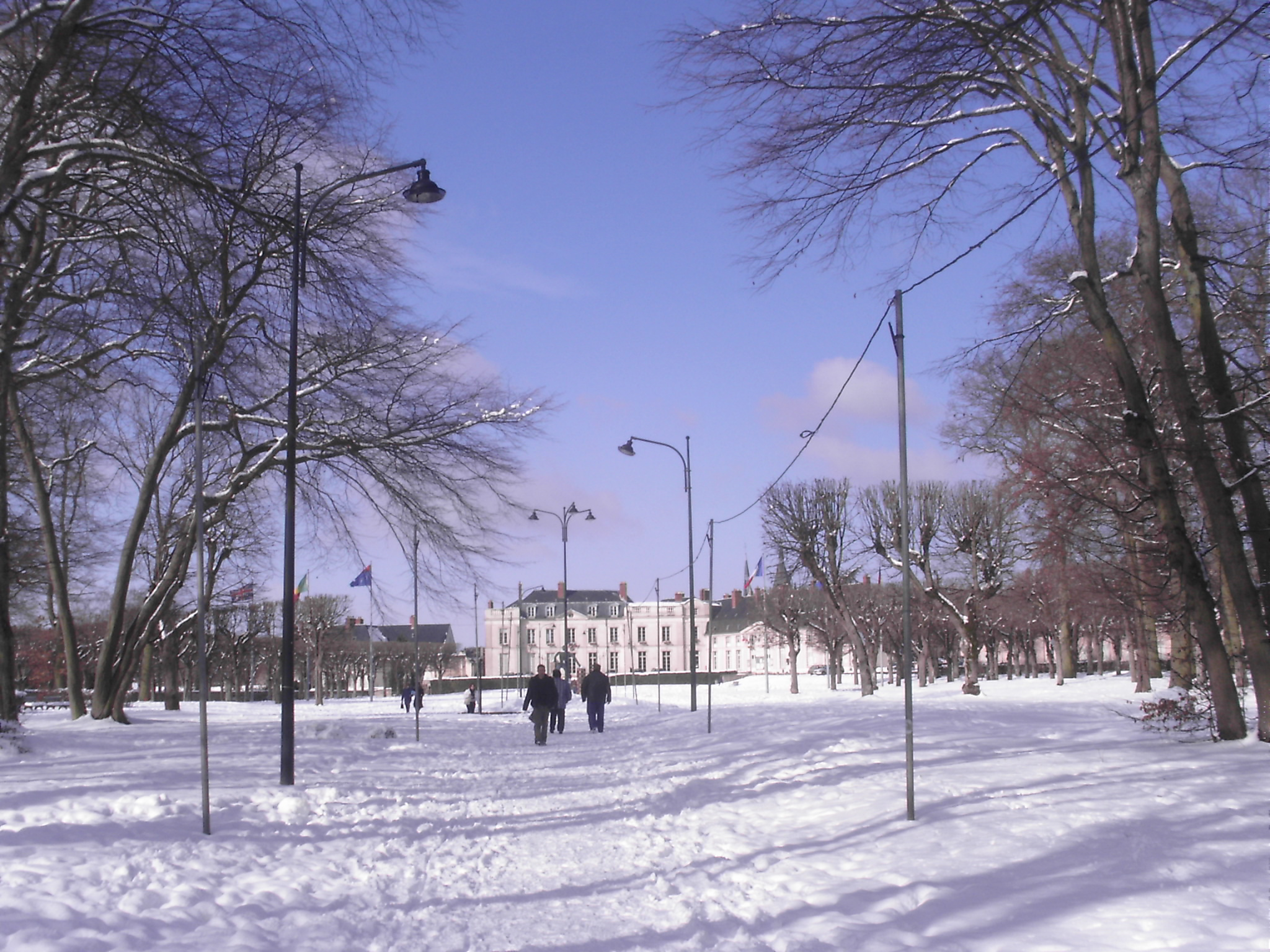
Das Rathaus und der Park François Mitterrand

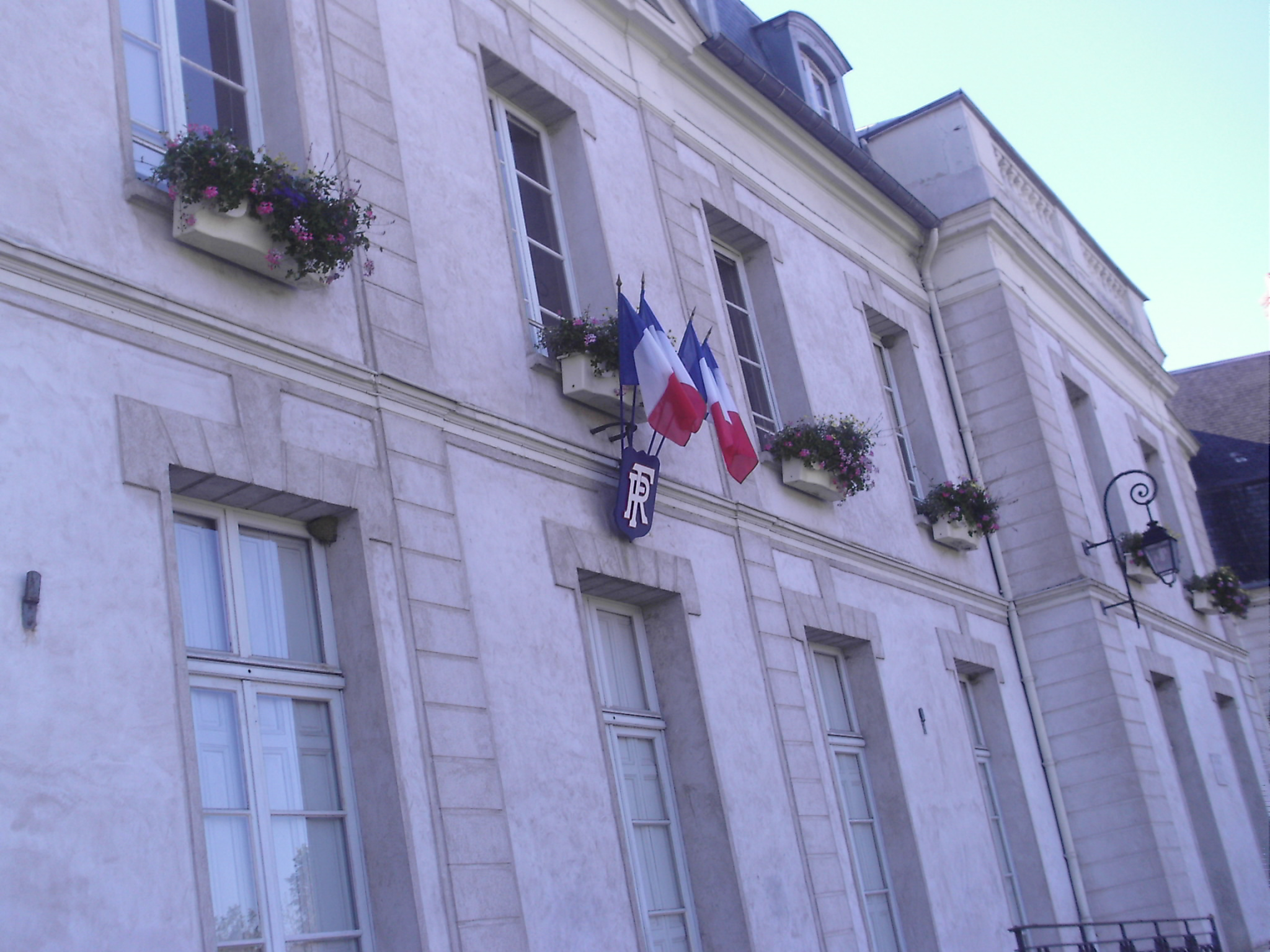
Rathaus

Siehe auch: Liste der Monuments historiques in Dourdan

### Kirche Saint-Germain-l’Auxerrois
Mit dem Bau der Kirche wurde 1150 begonnen, sie wurde jedoch erst im 14. Jahrhundert fertiggestellt. Das Gebäude erlitt 1428 schwere Zerstörungen und wurde Ende des 15. Jahrhunderts restauriert. Während der Hugenottenkriege wurde die Kirche erneut beschädigt. 1641 wurden die Turmspitzen gebaut und 1689 die Chapelle de la Vierge, welche die Kirche um 14 Meter, d. h. von 36 auf 50 Meter verlängerte.
Im Innern der Kirche gibt es eine Reihe von Sehenswürdigkeiten, darunter:
- eine Grabplatte mit dem Bild von Guillaume de Chatillonville, die während der Französischen Revolution als Brücke über einen Graben diente
- ein Reliquienschrein des heiligen Félicien aus Glas und Metall, ein Geschenk der Großherzogin von Toskana aus dem Jahr 1695
- Porträts der örtlichen Pfarrer seit der Französischen Revolution, insbesondere das des Abbé Gautier (siehe unten).

### Burg
Siehe Hauptartikel Burg Dourdan

### Markthalle
Sie stammt aus dem Jahr 1836 und befindet sich im Stadtzentrum. Sie ersetzte die alte Markthalle aus dem 13. Jahrhundert, die ein Obergeschoss besaß, in dem zivile und gerichtliche Verhandlungen stattfanden, auch den Forst (siehe unten) betreffend; es handelte sich um das auditoire royal, die königliche Anhörung, die im 18. Jahrhundert in die Burg verlegt wurde. Mit dem Obergeschoss der neuen Markthalle, ein Werk des Architekten Lucien-Tirte van Clemputte, wollte man an die alte erinnern.

## Persönlichkeiten
- Hugo der Große (um 895–956), Herzog der Franken bzw. Herzog von Franzien
- Marie Poussepin (1653–1744), Ordensgründerin, Selige der römisch-katholischen Kirche
- Jean-François Regnard (1655–1709), Lustspielautor, starb 1709 auf Schlösschen Grillon bei Dourdan
- Francisque Sarcey (1827–1899), Journalist, Schriftsteller und Theaterkritiker, wurde hier geboren
- Roustam Raza (um 1780–1845), der „Mamluke Napoleons“, verbrachte hier seinen Lebensabend
- Der Abbé Gautier, Pfarrer unter Napoléon III. (1808–1873), wurde von der Polizei streng überwacht, da man ihm unterstellte, Güter von oben nach unten umverteilen zu wollen (« vouloir prendre aux riches pour donner aux pauvres ») und auf der Kanzel niemals für den Kaiser zu beten (« ne jamais prier Dieu pour l'Empereur »); er starb im Amt am 21. März 1867.
- 1887 schrieb Émile Zola (1840–1902) hier den Roman La Terre (Bd. 15 seines Romanzyklus Die Rougon-Macquart).
- Michel Audiard (1920–1985), Drehbuchautor und Regisseur, starb hier im Ort
- Mickael Carreira (* 1986), portugiesischer Popsänger, wurde hier geboren
- Tony Gallopin (* 1988), Radrennfahrer, wurde hier geboren
- David Carreira (* 1991), portugiesischer Schauspieler und Popsänger, wurde hier geboren

## Umgebung

### Gemeindeforst (Forêt domaniale)
Die Forêt domaniale ist ein ehemaliger königlicher Jagdforst, der 1870 in Gemeindehand überging. Er ist 1683 Hektar groß und besteht aus zwei Wäldern, die durch die Orge voneinander getrennt sind:
- den Wald Forêt domaniale de Saint-Arnoult im Norden
- den Wald Forêt de l'Ouÿe im Süden, der seinen Namen der gleichnamigen, sich hier befindenden Abtei verdankt (siehe unten)

Der Forst ist ein Laubwald, der zu 80 % aus Eichen besteht, darüber hinaus aus Kastanien, Buchen, Weißbuchen, Birken sowie 6 % Kiefern.

### Abtei Ouÿe
Die von Abtei Ouÿe (Abbaye de l'Ouÿe) wurde 1163 auf Wunsch des Königs Ludwig VII. durch Grammontenser-Mönche errichtet. Der König wollte mit dieser Abtei Gott danken, weil er ihm erlaubt habe, die Stimmen seiner Begleiter zu hören (ouïr), nachdem er sich im Wald verirrt hatte. Die Abtei liegt im Süden des Waldes. Um 1220 löste Philipp August die Zuwendung, die Ludwig VII. den Mönchen gemacht hatte, wieder auf, da die Abtei eine Enklave in seinem bevorzugten Jagdrevier war. Ein Jahrhundert später stellte Ludwig der Heilige den vorigen Zustand jedoch wieder her. Das Kloster wurde mehrmals verwüstet, vor allem 1567 während der Hugenottenkriege.
1771 wurde der Orden von Grandmont aufgelöst, die Benediktiner aus Clairefontaine-en-Yvelines übernahmen das Kloster 1773. Im Jahr 1790, während der Französischen Revolution, wurden die Mönche vertrieben und ihr Eigentum beschlagnahmt. Die Abtei wurde anschließend weitgehend zerstört. Seit 1946 wird das Kloster von Ursulinerinnen aus Orléans genutzt.
Nur wenige Zeugnisse der Vergangenheit sind erhalten geblieben, so eine Kapelle sowie ein weiteres Gebäude, das nicht besichtigt werden kann. Sie gehören zur Gemeinde Les Granges-le-Roi.

## Städtepartnerschaften
- Bad Wiessee, Deutschland, seit 1963
- Troungoumbé, Mali, seit 1988
- Lac-Mégantic, Québec, seit 1989
- Great Dunmow, England, seit 1991